# 2020年FIVB男子バレーボールネーションズリーグ
2020年FIVB男子バレーボールネーションズリーグは、2020年に開催される予定だった大会で、FIVBバレーボールネーションズリーグの第3回男子大会となる予定だった。新型コロナウイルス(COVID-19)感染症の流行により中止となった。

## 大会中止までの出来事
2019年9月13日、当年度の男女大会の開催についてFIVBから発表され、ラウンドロビンラウンドの出場チームと開催国について発表された。
10月14日、当初決勝ラウンドの開催国候補だった アメリカ合衆国が独立記念日を懸念して開催を辞退したことがFIVBより発表。後の12月20日に決勝ラウンドが イタリア・トリノで開催されることが発表された。
2020年3月13日、FIVBより新型コロナウイルス(COVID-19)感染症の流行を受けての大会イベントの日程変更について発表され、当年度ネーションズリーグの延期も発表された。
そして、2020年5月8日、当年度大会の中止が発表された。同時に、2021年度大会の決勝ラウンド開催国をそのまま イタリアとし、当年度大会で初めてエントリーとなった スロベニアもそのまま2021年度大会にすることとなった。

## 参加予定だったチーム
出場チームは以下のように発表されていた。2021年度大会にこの16チームがそのまま出場する予定である。
| チーム種別           | チーム         | 前回成績 | 前回成績 | 備考                           |
| チーム種別           | チーム         | 予選R    | 最終     | 備考                           |
| -------------------- | -------------- | -------- | -------- | ------------------------------ |
| コアチーム           | ロシア         | 3位      | 優勝     |                                |
| コアチーム           | アメリカ合衆国 | 6位      | 準決勝   |                                |
| コアチーム           | ポーランド     | 5位      | 3位      |                                |
| コアチーム           | ブラジル       | 1位      | 4位      |                                |
| コアチーム           | イラン         | 2位      | 5位      |                                |
| コアチーム           | フランス       | 4位      | 6位      |                                |
| コアチーム           | アルゼンチン   | 7位      | 7位      |                                |
| コアチーム           | イタリア       | 8位      | 8位      |                                |
| コアチーム           | 日本           | 10位     | 10位     |                                |
| コアチーム           | セルビア       | 11位     | 11位     |                                |
| コアチーム           | ドイツ         | 14位     | 14位     |                                |
| コアチーム           | 中華人民共和国 | 16位     | 16位     |                                |
| チャレンジャーチーム | カナダ         | 9位      | 9位      |                                |
| チャレンジャーチーム | ブルガリア     | 12位     | 12位     |                                |
| チャレンジャーチーム | オーストラリア | 13位     | 13位     |                                |
| チャレンジャーチーム | スロベニア     | -        | -        | 2019年チャレンジャーカップ優勝 |

## 大会方式
ラウンドロビンラウンドと決勝ラウンドの2段階方式で行われる予定だった。
ラウンドロビンラウンド
出場16チームによる1回戦総当たり（ラウンドロビン方式）で行う。5週に渡って行い、各週4チームずつ4プールに分かれ、それぞれのプールで1回戦総当たりを行う。5週合わせて16チームが1回戦総当たりとなる形式で行う。決勝ラウンド開催国とそれ以外の上位5チームが決勝ラウンドに進出する。
決勝ラウンド
出場6チームが3チームずつの2グループに分かれて1回戦総当たりを行い、各グループ上位2チームが準決勝に進出しメダルを争う。

## 開催予定だった日程
ラウンドロビンラウンドの日程の概要が以下のように発表されていた。
| 5月22日 - 24日 | プール1 アメリカ合衆国 ピッツバーグ                 | プール2 ドイツ ライプツィヒ                           | プール3 ポーランド クラクフ                         | プール4 中国 江門市                                   |
| 5月22日 - 24日 | アメリカ合衆国 · ブラジル · アルゼンチン · カナダ   | ドイツ · フランス · オーストラリア · ブルガリア       | ポーランド · セルビア · イタリア · スロベニア       | 中華人民共和国 · イラン · 日本 · ロシア               |
| 5月29日 - 31日 | プール5 イタリア アンコーナ                         | プール6 ロシア ヤロスラヴリ                           | プール7 ブラジル ブラジリア                         | プール8 中国 寧波市                                   |
| 5月29日 - 31日 | イタリア · イラン · カナダ · ブルガリア             | ロシア · ポーランド · アメリカ合衆国 · オーストラリア | ブラジル · セルビア · フランス · 日本               | 中華人民共和国 · アルゼンチン · ドイツ · スロベニア   |
| 6月5日 - 7日   | プール9 スロベニア リュブリャナ                     | プール10 セルビア クラリェヴォ                        | プール11 ポーランド ウッチ                          | プール12 日本 京都市                                  |
| 6月5日 - 7日   | スロベニア · ロシア · フランス · カナダ             | セルビア · アメリカ合衆国 · イラン · ドイツ           | ポーランド · 中華人民共和国 · ブラジル · ブルガリア | 日本 · アルゼンチン · オーストラリア · イタリア       |
| 6月12日 - 14日 | プール13 日本 富山市                                | プール14 アルゼンチン サンフアン                      | プール15 イラン テヘラン                            | プール16 中国 天津市                                  |
| 6月12日 - 14日 | 日本 · ドイツ · ポーランド · カナダ                 | アルゼンチン · セルビア · ロシア · ブルガリア         | イラン · ブラジル · オーストラリア · スロベニア     | 中華人民共和国 · アメリカ合衆国 · イタリア · フランス |
| 6月19日 - 21日 | プール17 カナダ カルガリー                          | プール18 ブラジル カンポ・グランデ                    | プール19 · ブルガリア · ヴァルナ                    | プール20 フランス ナンシー                            |
| 6月19日 - 21日 | カナダ · セルビア · オーストラリア · 中華人民共和国 | ブラジル · イタリア · ドイツ · ロシア                 | ブルガリア · 日本 · スロベニア · アメリカ合衆国     | フランス · アルゼンチン · イラン · ポーランド         |